# DO YOU REMEMBER WHEN? 〜BEST POPS SINCE 1980
『DO YOU REMEMBER WHEN? 〜BEST POPS SINCE 1980』（ドゥ・ユー・リメンバー・フェン? ベスト・ポップス・シンス1980）は、JAYWALK8枚目のベスト・アルバム。2000年2月23日に、meldacからベスト・アルバム『WHILE THE LIGHTS ARE LOW 〜BEST BALLADS SINCE 1980』と同時発売された。

## 概要
前作『HEAVEN』から1年振り。
デビュー20周年記念ベスト・アルバム。「B-CLASS」「DIVORCE」は本作用の新曲。

## 収録曲
1. JOE
2. 風に向かって、歩きたい
3. その胸のヒーロー
4. 何も言えなくて…夏 (ORIGINAL LONG VERSION)
5. 夢は風のように
6. あいつだけの "Happy Birthday”
7. YES,I DO
8. 真夜中のプレステージ
9. HELLO!I'M A DREAMER
10. ピンクのラジオ
11. STARGAZER
12. RELAX
13. 心の鐘を叩いてくれ
14. B-CLASS（新曲）
作詞・作曲：知久光康　編曲：JAYWALK
15. DIVORCE（新曲）
作詞：知久光康　作曲：杉田裕　編曲：JAYWALK